# Javier Areitio Toledo
Javier Areitio Toledo (Madrid, 11 d'abril de 1954) és un enginyer i polític espanyol. Es llicencià com a enginyer de Camins, Canals i Ports a la Universitat Politècnica de Madrid i ha treballat com a directiu de l'empresa tabaquera Philip Morris de 1992 a 2007. És o ha sigut consultor i conseller de Burson-Marsteller i membre del consell assessor de Keronine.
Fou elegit diputat dins les files del Partit Popular a les eleccions al Parlament Europeu de 1994. De 1994 a 1999 fou membre de la Delegació del Parlament Europeu per a les relacions amb els Estats Units.